# ФН 49
ФН 49 (фр. Fabrique Nationale Model 1949) је белгијска полуатоматска пушка коју је након Другог светског рата конструисао Диудон Сев. Ова пушка је била намењена као замена за пушке репетирке које су се у то време још увек најмасовније користиле.
Пушка ФН 49 се није дуго задржала и током 1950-их је замењена новом аутоматском пушком ФН ФАЛ.

## Корисници
- Аргентина
- Белгија
- Бразил
- Колумбија
- Демократска Република Конго
- Египат
- Индонезија
- Луксембург
- Турска
- Венецуела